# الوورنژم
شهر الوورنژم (به فرانسوی: Alveringem) در شهرستان ورن در استان فلاندری غربی در منطقه فلاندری در کشور بلژیک واقع شده‌است.